# Władysław Cholewa
Władysław Cholewa ps. „Łukasz”, „Paśnik” (ur. 6 lutego 1892 w Bełczącu, zm. 4 lipca 1962 w Warszawie) – polski działacz ludowy, spółdzielczy i niepodległościowy, od sierpnia 1941 do sierpnia 1944 Okręgowy Delegat Rządu RP na województwo lubelskie.

## Lata młodzieńcze
Władysław Cholewa przyszedł na świat w niewielkiej wiosce Bełcząc w powiecie radzyńskim. Był synem Łukasza Cholewy – rolnika, uczestnika powstania styczniowego.
W 1906 rodzina przeprowadziła się do Galicji, do Pawlikowic koło Wieliczki. Tam Władysław ukończył gimnazjum i został nauczycielem ludowym. Kontynuował naukę na Wolnej Wszechnicy Polskiej.
Jako osiemnastolatek związał się z ruchem działaczy skupionych wokół pisma „Zaranie” i wstąpił do Polskiej Partii Socjalistycznej. Został za to aresztowany w 1910 i wysiedlony do Radomia. Lata 1911–1913 były dla niego okresem intensywnej pracy – prowadził nielegalne szkoły i kursy dokształcające, najpierw w Rudach pod Puławami, a następnie w Bełczącu.
W 1913 został wcielony do armii rosyjskiej i w jej szeregach walczył podczas I wojny światowej. Został poważnie ranny i odesłany do rodzinnej wioski w 1915.

## Początki pracy spółdzielczej
Po wyleczeniu ran wojennych za namową założycielki Ligi Kooperatystek – Marii Orsetti – związał się z ruchem spółdzielczym. Zaczął pracę w sklepie w Rejowcu, później był magazynierem i lustratorem, początkowo w Związku Rewizyjnym Spółdzielni Rolniczych w Warszawie, potem w Związku Spółdzielni Rolniczych i Zarobkowo-Gospodarczych, dochodząc do stanowiska wicedyrektora okręgu we Lwowie, następnie w Białymstoku i Lublinie.
W 1918 został członkiem PSL Wyzwolenie, a po zjednoczeniu ruchu ludowego w 1931 – Stronnictwa Ludowego, pełnił w zarządach powiatowych funkcję prezesa lub sekretarza. W latach 1925–1929 uczęszczał do Szkoły Nauk Politycznych w Warszawie.
W 1939 przeprowadził się do Lublina, gdzie pracował w spółdzielni rolniczo-handlowej, a następnie w Okręgowym Związku Spółdzielni Rolniczych.
W czasie okupacji organizował również pomoc dla ofiar hitlerowców – więźniów obozu w Majdanku oraz osób aresztowanych i osadzonych w zamku lubelskim.

## Delegat Rządu na Kraj
Działał w strukturach Polski Podziemnej, a w sierpniu 1941 zaproponowano mu stanowisko Wojewódzkiego Delegata Rządu w Lublinie, czyli konspiracyjnego wojewody.
W lipcu 1944 do Lublina wkroczyła Armia Czerwona. 25 lipca władze konspiracyjne zdecydowały się ujawnić i Ottokar Poźniak na ulicach Lublina umieścił obwieszczenie o przejęciu władzy przez Rząd RP na uchodźstwie, reprezentowany przez Władysława Cholewę, który za swoją siedzibę wybrał budynek przy Krakowskim Przedmieściu 43. W tym czasie Władysław Cholewa przebywał poza Lublinem (powrócił jeszcze tego samego dnia). Jednak już następnego dnia do miasta wkroczyła w uroczystej defiladzie 1 Armia Wojska Polskiego, której celem było umożliwienie przejęcia władzy przez PKWN i zrealizowanie planów Stalina – powołanie marionetkowego Rządu Tymczasowego Rzeczypospolitej Polskiej, podległego ZSRR. Obwieszczenie Władysława Cholewy zostało zaklejone Manifestem PKWN.

## Aresztowanie i zesłanie
Przez krótki czas w Lublinie panowała dwuwładza. Delegatura przeniosła swą siedzibę do budynku przy ul. Szopena 7. 3 sierpnia 1944 wkroczyły do niej radzieckie władze bezpieczeństwa i aresztowały Władysława Cholewę oraz jego współpracownika – przedstawiciela Armii Krajowej Kazimierza Tumidajskiego. Przewieziono ich pod strażą do Chełma, gdzie spotkali się z przewodniczącym PKWN Edwardem Osóbką-Morawskim oraz z Andrzejem Witosem i Stanisławem Radkiewiczem. Próbowali oni przekonać Delegata do współpracy z PKWN, ale ten kategorycznie odmówił. Podobnie postąpił Tumidajski. Zostali przewiezieni na lotnisko w Świdniku i przetransportowani do ZSRR. Władysława umieszczono w więzieniu Lefortowo w Moskwie, a później przewieziono do obozu NKWD nr 179 w Diagilewie koło Riazania. Stamtąd wywieziony został do obozu jenieckiego NKWD w Griazowcu, a następnie do Brześcia.

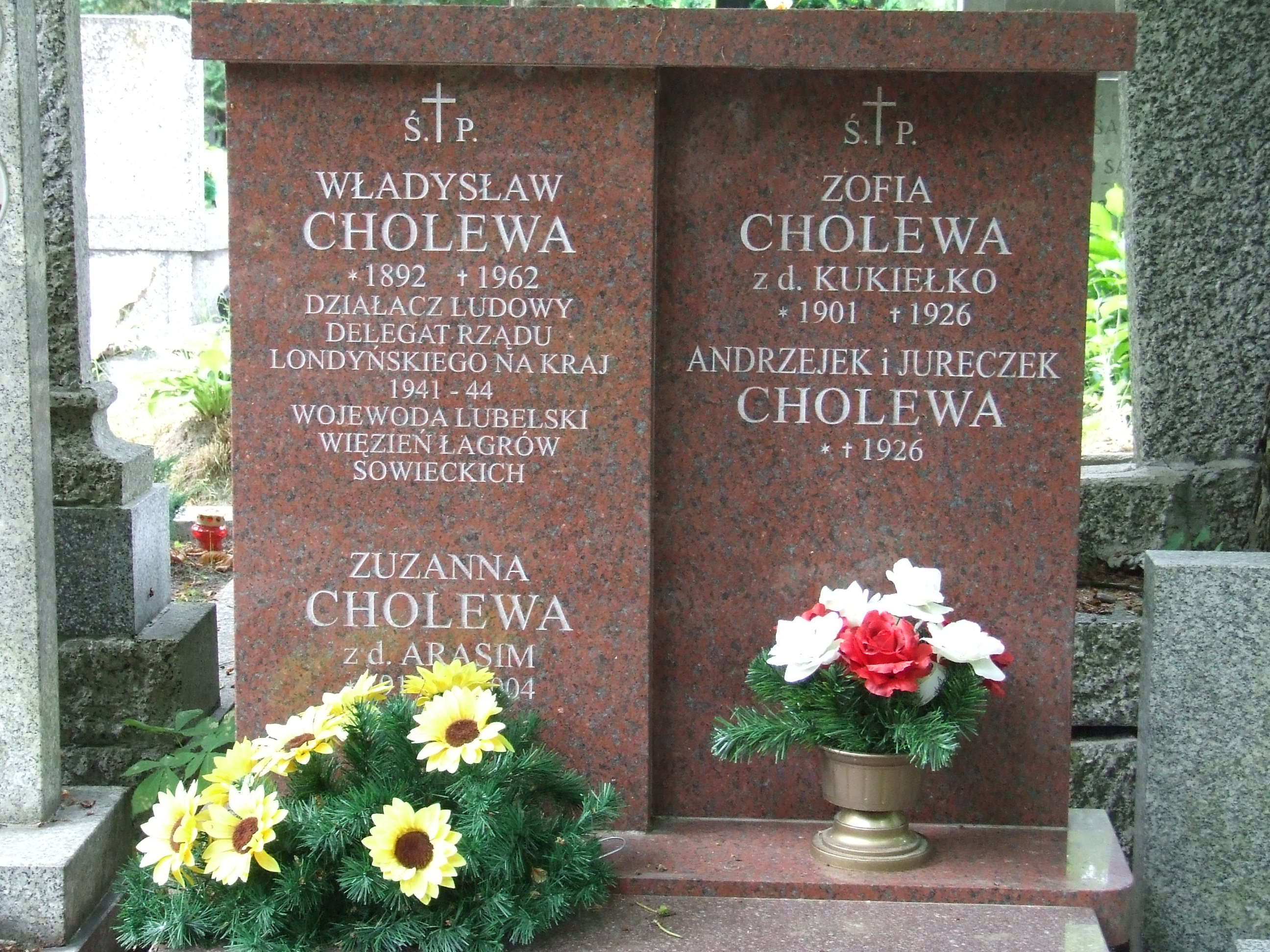
Grób Władysława Cholewy na warszawskich Powązkach

## Losy po powrocie do kraju
Do kraju powrócił w 1947. Początkowo zamieszkał w Bełczącu, a później przeprowadził się do Warszawy. Nadal próbował działać w spółdzielczości, ale był stale prześladowany przez władze komunistyczne.
Zmarł 4 lipca 1962 roku. Spoczywa na cmentarzu Powązkowskim (kwatera 100-1-16). 

## Odznaczenia i wyróżnienia
- Od 1989 w Lublinie istnieje ulica Władysława Cholewy.
- 1994 w ścianie budynku przy Krakowskim Przedmieściu 43 umieszczono tablicę upamiętniającą Władysława Cholewę.